# Lista stacji i przystanków kolejowych w Abruzji
To jest lista stacji kolejowych w regionie Abruzja, należące do Rete Ferroviaria Italiana, oddziału włoskiego państwowego Ferrovie dello Stato.

## List
| Stacja                               | Miejsce                   | Prowincja | Kategoria |
| ------------------------------------ | ------------------------- | --------- | --------- |
| Acciano                              | Acciano                   | L’Aquila  | Bronze    |
| Aielli                               | Aielli                    | L’Aquila  | Bronze    |
| Alanno                               | Alanno                    | Pescara   | Bronze    |
| Alba Adriatica-Nereto-Controguerra   | Alba Adriatica            | Teramo    | Bronze    |
| Alfedena-Scontrone                   | Alfedena                  | L’Aquila  | Bronze    |
| Anversa-Villalago-Scanno             | Anversa degli Abruzzi     | L’Aquila  | Bronze    |
| Avezzano                             | Avezzano                  | L’Aquila  | Silver    |
| Balsorano                            | Balsorano                 | L’Aquila  | Bronze    |
| Beffi                                | Beffi                     | L’Aquila  | Bronze    |
| Bellante-Ripattone                   | Bellante                  | Teramo    | Bronze    |
| Bugnara                              | Bugnara                   | L’Aquila  | Bronze    |
| Bussi                                | Bussi sul Tirino          | Pescara   | Bronze    |
| Campo di Giove                       | Campo di Giove            | L’Aquila  | Bronze    |
| Campo di Giove-Monte Maiella         | Campo di Giove            | L’Aquila  | Bronze    |
| Canistro                             | Canistro                  | L’Aquila  | Bronze    |
| Capistrello                          | Capistrello               | L’Aquila  | Silver    |
| Cappelle-Magliano                    | Cappelle dei Marsi        | L’Aquila  | Bronze    |
| Carrito-Ortona                       | Ortona dei Marsi          | L’Aquila  | Bronze    |
| Carsoli                              | Carsoli                   | L’Aquila  | Silver    |
| Casalbordino-Pollutri                | Casalbordino              | Chieti    | Bronze    |
| Castel di Sangro                     | Castel di Sangro          | L’Aquila  | Bronze    |
| Castellalto-Canzano                  | Castellalto               | Teramo    | Bronze    |
| Celano-Ovindoli                      | Celano                    | L’Aquila  | Bronze    |
| Cerchio                              | Cerchio                   | L’Aquila  | Bronze    |
| Chieti                               | Chieti                    | Chieti    | Silver    |
| Civita d’Antino-Morino               | Civita d’Antino           | L’Aquila  | Bronze    |
| Civitella Roveto                     | Civitella Roveto          | L’Aquila  | Silver    |
| Cocullo                              | Cocullo                   | L’Aquila  | Bronze    |
| Collarmele                           | Collarmele                | L’Aquila  | Bronze    |
| Colli di Monte Bove                  | Carsoli                   | L’Aquila  | Bronze    |
| Cupone                               | Capistrello               | L’Aquila  | Bronze    |
| Fagnano-Campana                      | Fagnano Alto              | L’Aquila  | Bronze    |
| Fontecchio                           | Fontecchio                | L’Aquila  | Bronze    |
| Fossacesia-Torino di Sangro          | Fossacesia                | Chieti    | Bronze    |
| Francavilla al Mare                  | Francavilla al Mare       | Chieti    | Bronze    |
| Giulianova                           | Giulianova                | Teramo    | Silver    |
| Goriano Sicoli                       | Goriano Sicoli            | L’Aquila  | Bronze    |
| L’Aquila                             | L’Aquila                  | L’Aquila  | Silver    |
| Manoppello                           | Manoppello                | Pescara   | Bronze    |
| Molina-Castelvecchio Subequo         | Molina Aterno             | L’Aquila  | Bronze    |
| Montesilvano                         | Montesilvano              | Pescara   | Silver    |
| Morrea-Castronovo-Rendinara          | Morrea                    | L’Aquila  | Bronze    |
| Mosciano Sant’Angelo                 | Mosciano Sant’Angelo      | Teramo    | Bronze    |
| Notaresco                            | Teramo                    | Teramo    | Bronze    |
| Oricola-Pereto                       | Oricola                   | L’Aquila  | Bronze    |
| Ortona                               | Ortona                    | Chieti    | Bronze    |
| Paganica                             | Paganica                  | L’Aquila  | Bronze    |
| Palena                               | Palena                    | Chieti    | Bronze    |
| Pescara Centrale                     | Pescara                   | Pescara   | Gold      |
| Pescara Porta Nuova                  | Pescara                   | Pescara   | Silver    |
| Pescara San Marco                    | Pescara                   | Pescara   | Bronze    |
| Pescara Tribunale                    | Pescara                   | Pescara   | Bronze    |
| Pescina                              | Pescina                   | L’Aquila  | Bronze    |
| Pescocanale                          | Pescocanale               | L’Aquila  | Bronze    |
| Piano d’Orta-Bolognano               | Bolognano                 | Pescara   | Bronze    |
| Pineto-Atri                          | Pineto                    | Teramo    | Silver    |
| Popoli-Vittorito                     | Popoli                    | Pescara   | Bronze    |
| Porto di Vasto                       | Porto di Vasto            | Chieti    | Bronze    |
| Pratola Peligna                      | Pratola Peligna           | L’Aquila  | Bronze    |
| Pratola Peligna Superiore            | Pratola Peligna           | L’Aquila  | Bronze    |
| Prezza                               | Prezza                    | L’Aquila  | Bronze    |
| Raiano                               | Raiano                    | L’Aquila  | Bronze    |
| Ridotti-Collepiano                   | Ridotti                   | L’Aquila  | Bronze    |
| Rivisondoli-Pescocostanzo            | Rivisondoli               | L’Aquila  | Bronze    |
| Roccaraso                            | Roccaraso                 | L’Aquila  | Bronze    |
| Roccavivi                            | San Vincenzo Valle Roveto | L’Aquila  | Bronze    |
| Roseto degli Abruzzi                 | Roseto degli Abruzzi      | Teramo    | Silver    |
| San Demetrio De' Vestini             | San Demetrio de' Vestini  | L’Aquila  | Bronze    |
| San Vincenzo Valle Roveto            | San Vincenzo Valle roveto | L’Aquila  | Bronze    |
| San Vito-Lanciano                    | San Vito Chietino         | Chieti    | Bronze    |
| Sante Marie                          | Sante Marie               | L’Aquila  | Bronze    |
| Sassa-Tornimparte                    | Sassa                     | L’Aquila  | Bronze    |
| Scafa-San Valentino-Caramanico Terme | Scafa                     | Pescara   | Silver    |
| Scerne di Pineto                     | Scerne                    | Teramo    | Bronze    |
| Scurcola Marsicana                   | Scurcola Marsicana        | L’Aquila  | Bronze    |
| Sella di Corno                       | Sella di Corno            | L’Aquila  | Bronze    |
| Silvi                                | Silvi                     | Teramo    | Silver    |
| Sulmona                              | Sulmona                   | L’Aquila  | Silver    |
| Tagliacozzo                          | Tagliacozzo               | L’Aquila  | Silver    |
| Teramo                               | Teramo                    | Teramo    | Silver    |
| Tione degli Abruzzi                  | Tione degli Abruzzi       | L’Aquila  | Bronze    |
| Tocco-Castiglione                    | Tocco da Casauria         | Pescara   | Bronze    |
| Tollo-Canosa Sannita                 | Tollo                     | Chieti    | Bronze    |
| Torre dei Passeri                    | Torre dei Passeri         | Pescara   | Silver    |
| Tortoreto Lido                       | Tortoreto                 | Teramo    | Bronze    |
| Vasto-San Salvo                      | Vasto                     | Chieti    | Silver    |
| Villa San Sebastiano                 | Villa San Sebastiano      | L’Aquila  | Bronze    |